# Mendocita
La mendocita es un mineral de la clase de los minerales sulfatos. Fue descubierta en 1868 en la provincia de Mendoza (Argentina), siendo nombrada así por esta localización. Un sinónimo menos usado es el de mendozita.

## Características químicas
Químicamente es un sulfato de sodio y aluminio muy hidratado. Cuando se expone al aire se deshidrata y convierte en el mineral tamarugita (NaAl(SO4)2·6H2O). 
Es muy soluble en agua, por lo que sólo  puede ser encontrado al descubierto en regiones desérticas.

## Formación y yacimientos
Mineral de aparición rara, se forma a partir de la oxidación del mineral de pirita cuando reacciona con la arcilla. Puede ocurrir en fumarolas volcánicas.
Suele encontrarse en los yacimientos asociado con el mineral tamarugita.